# Comissió del Congrés dels Estats Units

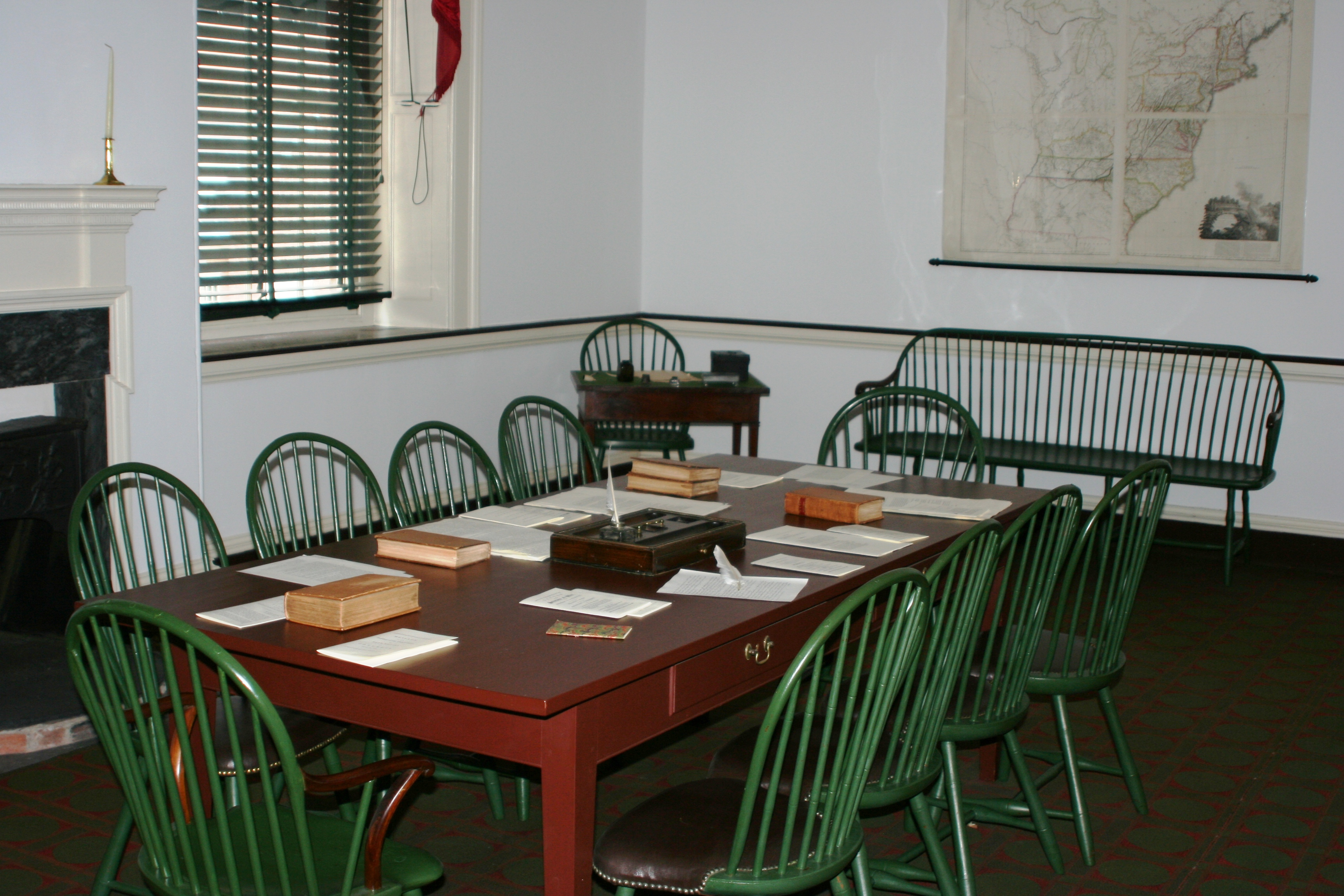
Segona sala de comissions de la Congress Hall de Filadèlfia (Estats Units)

Una comissió del Congrés és una suborganització legislativa del Congrés dels Estats Units que s'ocupa d'una tasca en qüestió (en lloc d'encarregar-se de les tasques genèriques del Congrés). Els membres d'una comissió adquireixen coneixements especialitzats dels temes sota la seva jurisdicció. Com a «petites assemblees» que són, les comissions supervisen les operacions del govern, identifiquen àmbits que podrien necessitar revisió legislativa, reuneixen i avaluen informacions i emeten recomanacions al Congrés.